# The O2 Arena
|  | For andre betydninger, se O2 |
The O2 Arena (visuelt skrevet The O2 arena i sammenhæng med Sommer-OL 2012) er en indendørs multiarena i underholdningscentret The O2 i London, England. Under Sommer-OL 2012, hvor arenaen blev brugt til gymnastik, trampolinspring, basketball og kørestolbasket, blev arenaen kaldt for North Greenwich Arena. 
Med en tilskuerkapacitet på 20.000, afhængig af arrangementet, er den en af Europas største indendørs arenaer. Arenaen bruges til musik-, sports- og underholdningsarrangementer. The O2 Arena har i de seneste år været verdens mest populære musikarena, på baggrund af solgte billetter om året. I 2009 solgte arenaen 2.349.952 billetter, langt flere end Manchester Evening News Arena, Sportspaleis i Belgien og Madison Square Garden i New York.